# Чарлстаун (Мериленд)
Чарлстаун (енгл. Charlestown) град је у америчкој савезној држави Мериленд.

## Демографија
По попису из 2010. године број становника је 1.183, што је 164 (16,1%) становника више него 2000. године.
| Група             | 2000.       | 2010.         |
| Белци             | 995 (97,6%) | 1.097 (92,7%) |
| Афроамериканци    | 18 (1,8%)   | 44 (3,7%)     |
| Азијати           | 0 (0,0%)    | 1 (0,1%)      |
| Хиспаноамериканци | 3 (0,3%)    | 30 (2,5%)     |
| Укупно            | 1.019       | 1.183         |